# Zoller-Gedenkstein

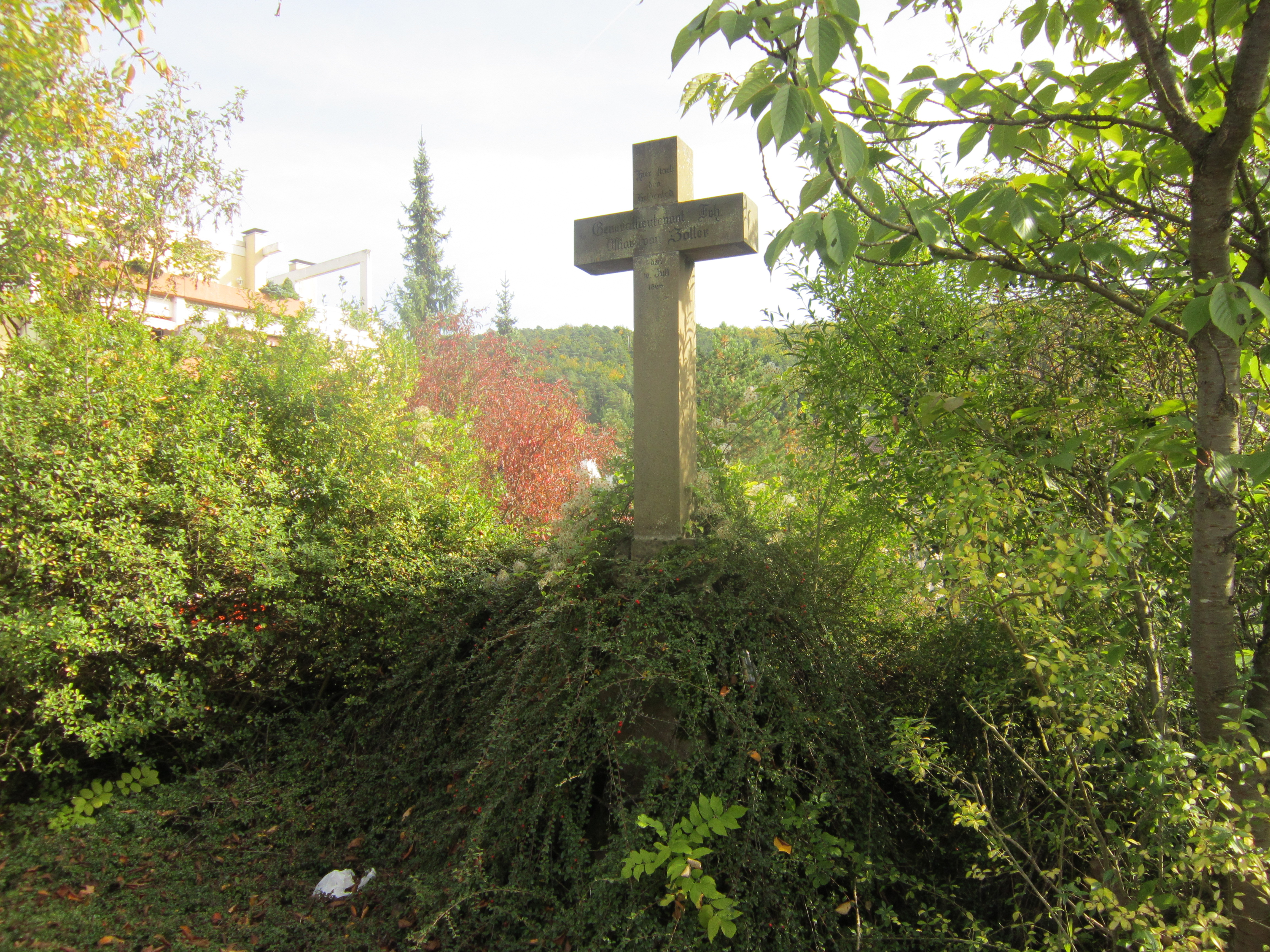
Zoller-Gedenkstein in der Münnerstädter Straße.

Der Zoller-Gedenkstein ist ein Denkmal zu Ehren des königlich bayerischen Generalleutnants Oskar von Zoller, der in der Schlacht bei Kissingen am 10. Juli 1866 im Rahmen des Deutschen Krieges in Bad Kissingen fiel.
Der Gedenkstein befindet sich an der heutigen Münnerstädter Straße des bayerischen Ortes Winkels (heute Stadtteil der unterfränkischen Kurstadt Bad Kissingen) an der Stelle, an der Zoller verwundet wurde. Das Denkmal gehört zu den Bad Kissinger Baudenkmälern und ist unter der Nummer D-6-72-114-253 in der Bayerischen Denkmalliste registriert.

## Geschichte
Als nach dem Krieg die bayerische Königin Marie Friederike von Preußen am 22. September 1866 die Lazarette und Kriegsschauplätze in Kissingen besuchte, zeigte sie sich besonders betroffen von Oskar von Zollers Schicksal.
Wahrscheinlich im Auftrag der Königin fertigte Bildhauer Michael Arnold einen Entwurf für einen Zoller-Gedenkstein an und schlug eine zerbrochene Säule vor. Laut Anschreiben an Bezirksamtmann Parseval, dem Vorsitzenden des im September 1866 gegründeten Denkmalkomitees, lehnte Marie Friederike den Entwurf jedoch ab. Ein Alternativentwurf vom Oktober 1866 mit einem Kreuz auf einem Felsen fand indessen ihre Zustimmung.
Über Graf Castell erkundigte sie sich bei Bezirksamtsmann und Badkommisär Joseph Ferdinand Freiherr von Parseval nach dem genauen Todesort des Generalleutnants. In diesem Zusammenhang stellte sich Adjutant Wachtmeister Düring als zuverlässigster Augenzeuge heraus. Düring, dessen Pferd von der gleichen Granate wie Zoller tödlich verwundet worden war, hatte den im Sterben liegenden Zoller versorgt, bis dieser mit einer Tragbahre in das nahe Nüdlingen gebracht wurde, wo der Nüdlinger Pfarrer den Tod des Generalleutnants feststellte.
Im November 1866 erlaubte Marie Friederike Bildhauer Arnold, über die »Originalmodelle zu den Statuetten« frei zu verfügen. Am 17. November 1866 wurde das Denkmal eingeweiht; Michael Arnold erhielt ein Honorar in Höhe von 130 Gulden.
Als König Ludwig II. die bayerischen Kriegsschauplätze besuchte, besichtigte er am 18. November 1866, dem Tag nach der Einweihung, auch den Zoller-Gedenkstein. Das Denkmal findet sich auch in Theodor Fontanes Kriegsbericht Der deutsche Krieg von 1866, wobei Fontane jedoch Bildhauer Arnold als Urheber unerwähnt lässt.
Im Jahr 1977 wurde der Zoller-Gedenkstein im Rahmen des Ausbaus der Münnerstädter Straße auf der dem bisherigen Standort gegenüber liegenden Straßenseite umgesetzt; am neuen Standort entstand eine neue Grünanlage für das Denkmal. Im Jahr 1996 erfolgte die Aufnahme des Gedenksteines in die Denkmalliste.